# Porphyrellus porphyrosporus
Bolet porphyre, Bolet à spores pourpres
Espèce
Statut de conservation UICN

 LC  : Préoccupation mineure
Porphyrellus porphyrosporus, auparavant Tylopilus porphyrosporus, le Bolet porphyre ou Bolet à spores pourpres, est une espèce de champignon (Fungi) basidiomycète du genre Porphyrellus dans la famille des Boletaceae. Relativement répandu en Europe, surtout au nord, il est caractérisé par ses teintes marron foncé et sa chair blanche.

## Taxonomie
Le nom correct complet (avec auteur) de ce taxon est Porphyrellus porphyrosporus (Fr.) E.-J.Gilbert. L'espèce a été initialement classée dans le genre Boletus sous le basionyme Boletus porphyrosporus Fr..
Ce taxon porte en français les noms vernaculaires ou normalisés suivants : bolet porphyre, bolet à spores pourpres.

### Synonymes
Porphyrellus porphyrosporus a pour synonymes :
- Boletus asprellus var. longipes Fr.
- Boletus porphyrosporus var. minor Bataille & Crawshay
- Boletus porphyrosporus Fr.
- Boletus pseudoscaber Secr.
- Gyroporus porphyrosporus (Fr.) Quél.
- Krombholzia porphyrospora (Fr.) P.Karst.
- Krombholziella pseudoscaber Anon.
- Phaeoporus porphyrosporus (Fr.) Bataille
- Porphyrellus pseudoscaber subsp. cyaneocinctus Singer
- Porphyrellus pseudoscaber (Secr.) Singer
- Suillus porphyrosporus (Fr.) Kuntze
- Tubiporus porphyrosporus (Fr.) Ricken
- Tylopilus cyaneocinctus (Singer) Grund & K.A.Harrison
- Tylopilus porphyrosporus (Fr.) A.H.Sm. & Thiers

## Description du sporophore
Les bolets sont des champignons dont l'hyménophore, constitué de tubes et terminés par des pores, se sépare facilement de la chair du chapeau. Ce chapeau d'abord rond, recouvert d'une cuticule, devient convexe à mesure qu’il vieillit. Ils ont un pied (stipe) central assez épais et une chair compacte. Les caractéristiques morphologiques de P. porphyrosporus sont les suivantes :
Son chapeau mesure de 5 à 15 cm, il est velouté, gris-brun fuligineux à brun-pourpre (porphyre).
L'hyménophore présente des tubes blancs puis ochracés. Les pores sont gris à pourpre. 
Son stipe mesure 6 à 18 cm x 2 à 3,5 cm, concolore au chapeau, à base blanchâtre, avec des rides longitudinales mais aucun réseau.
La chair est blanche à ocre grisâtre clair. Sa saveur est douce, peu agréable et son odeur est faible, de Cèpe. Sa sporée est brun-rouge.

### Caractéristiques microscopiques
Ses spores mesurent 14 à 17 μm x 5,5 à 7 μm, elles sont allongées-fusoïdes.

## Galerie

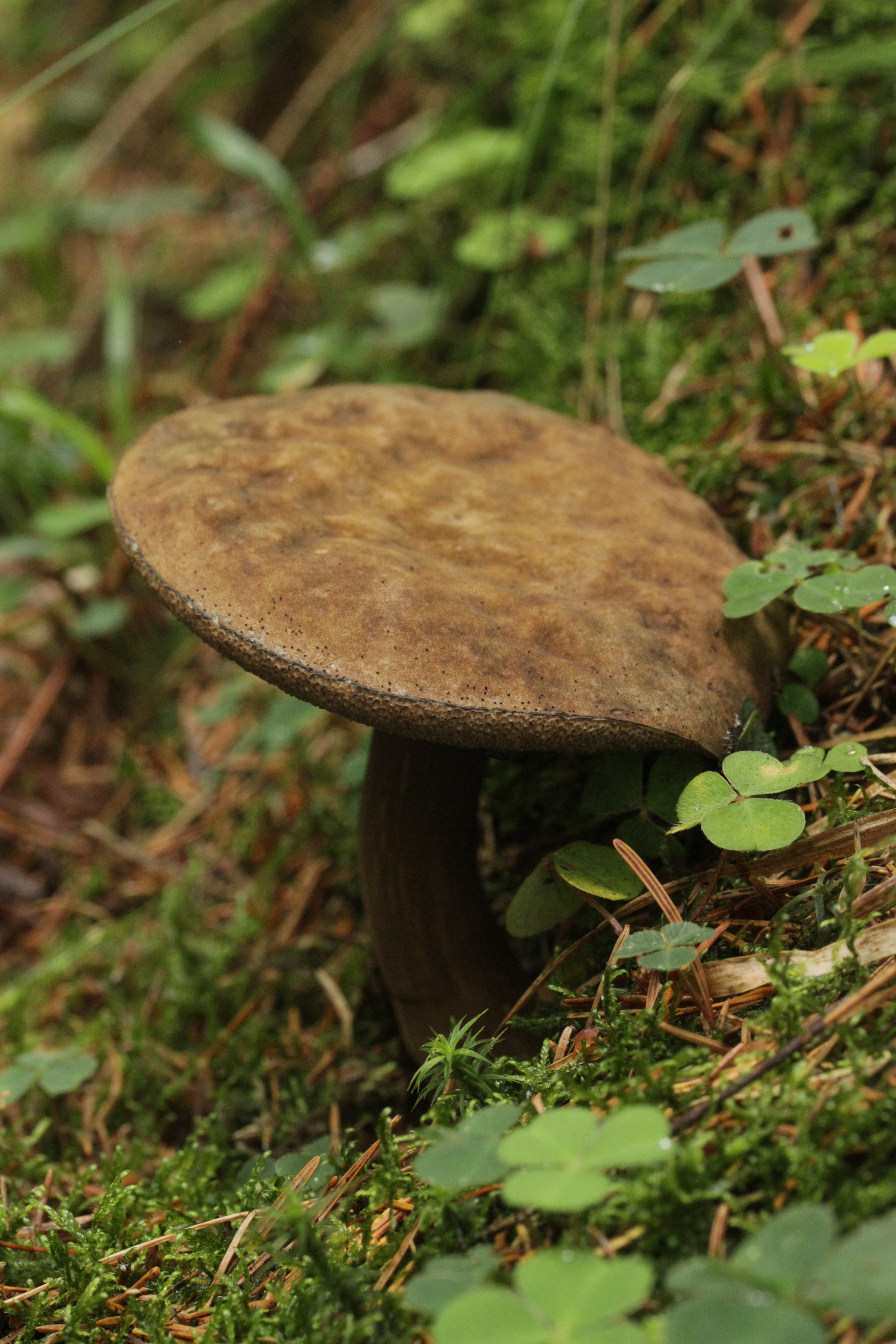
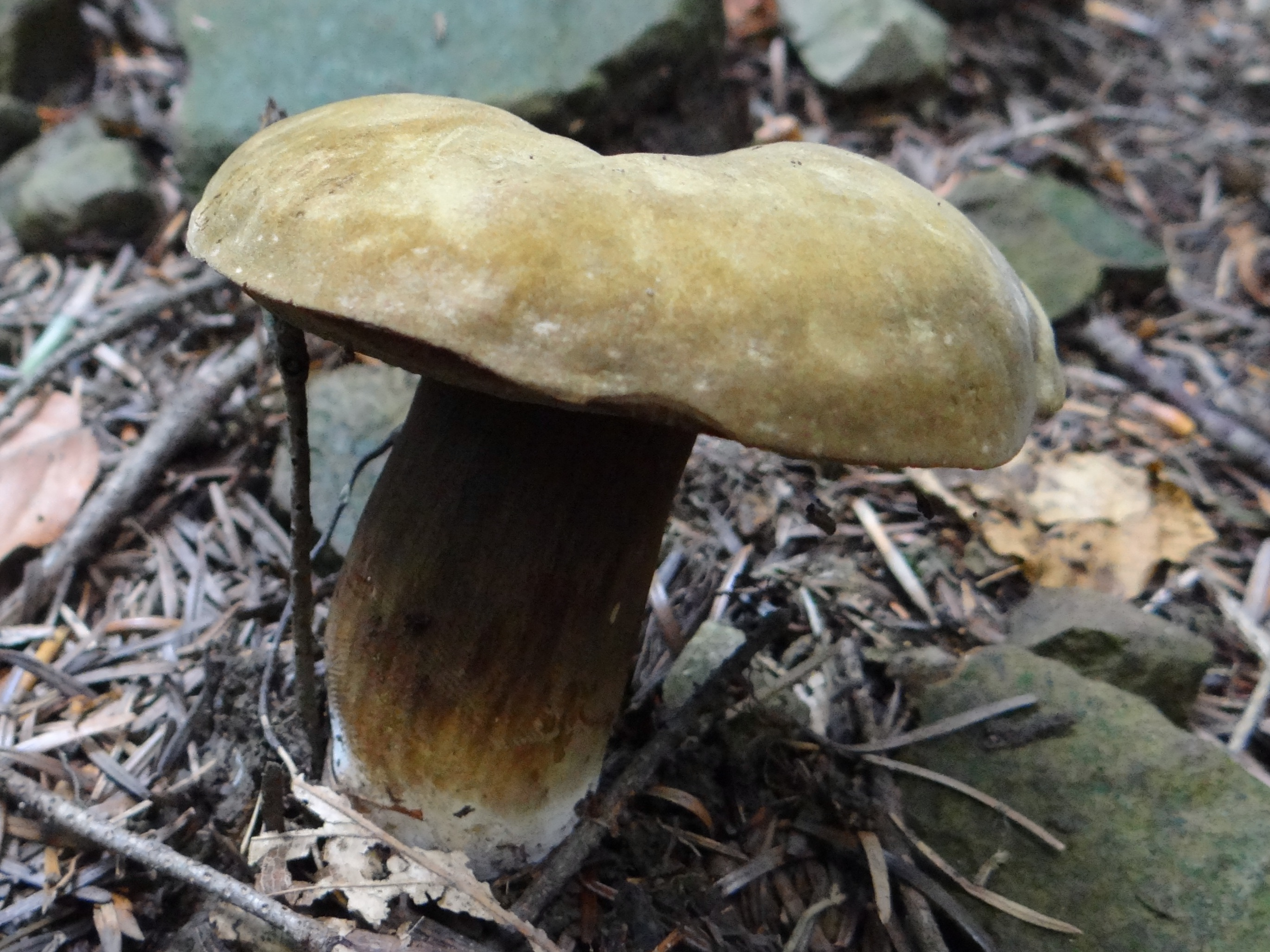
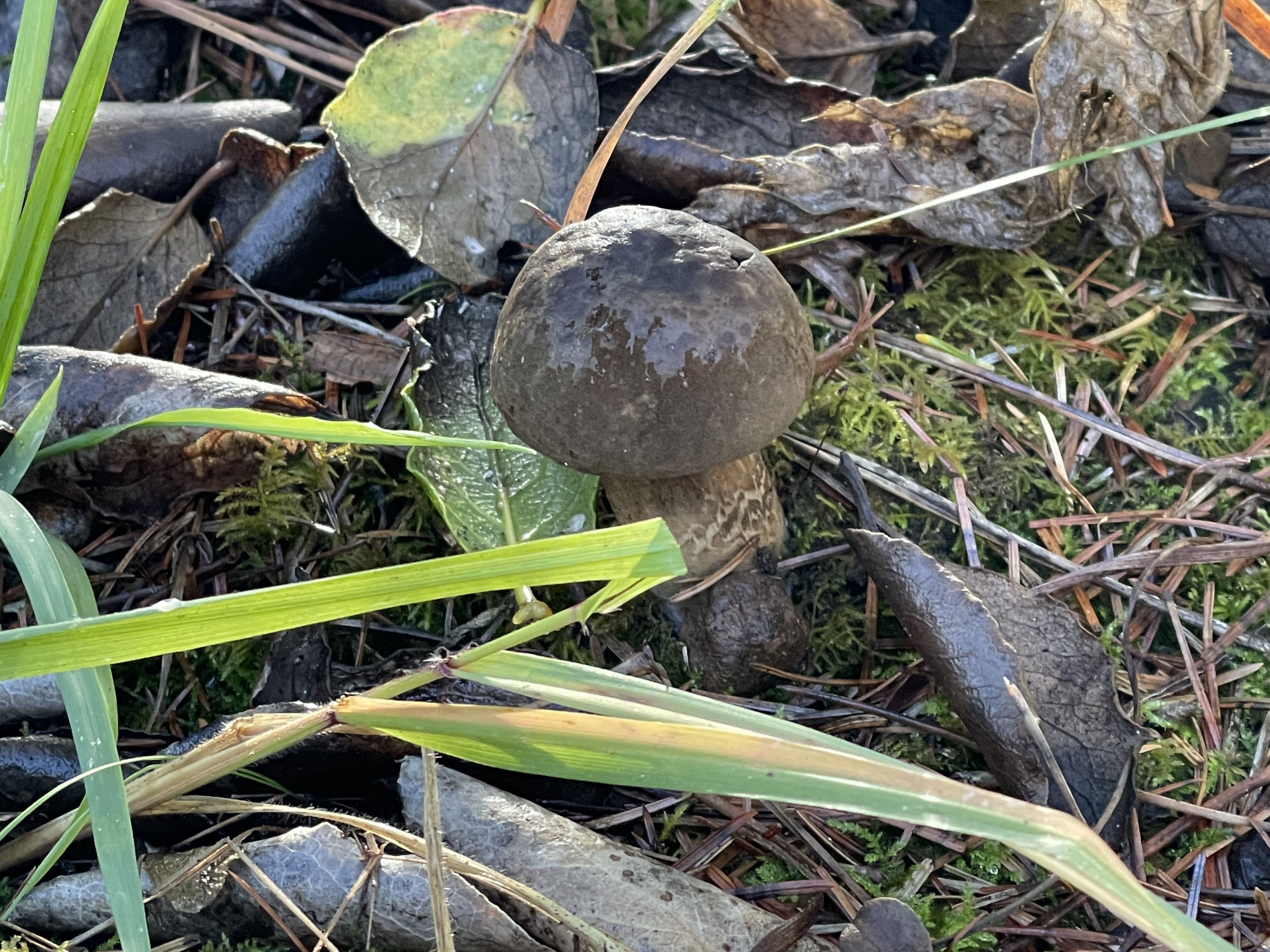
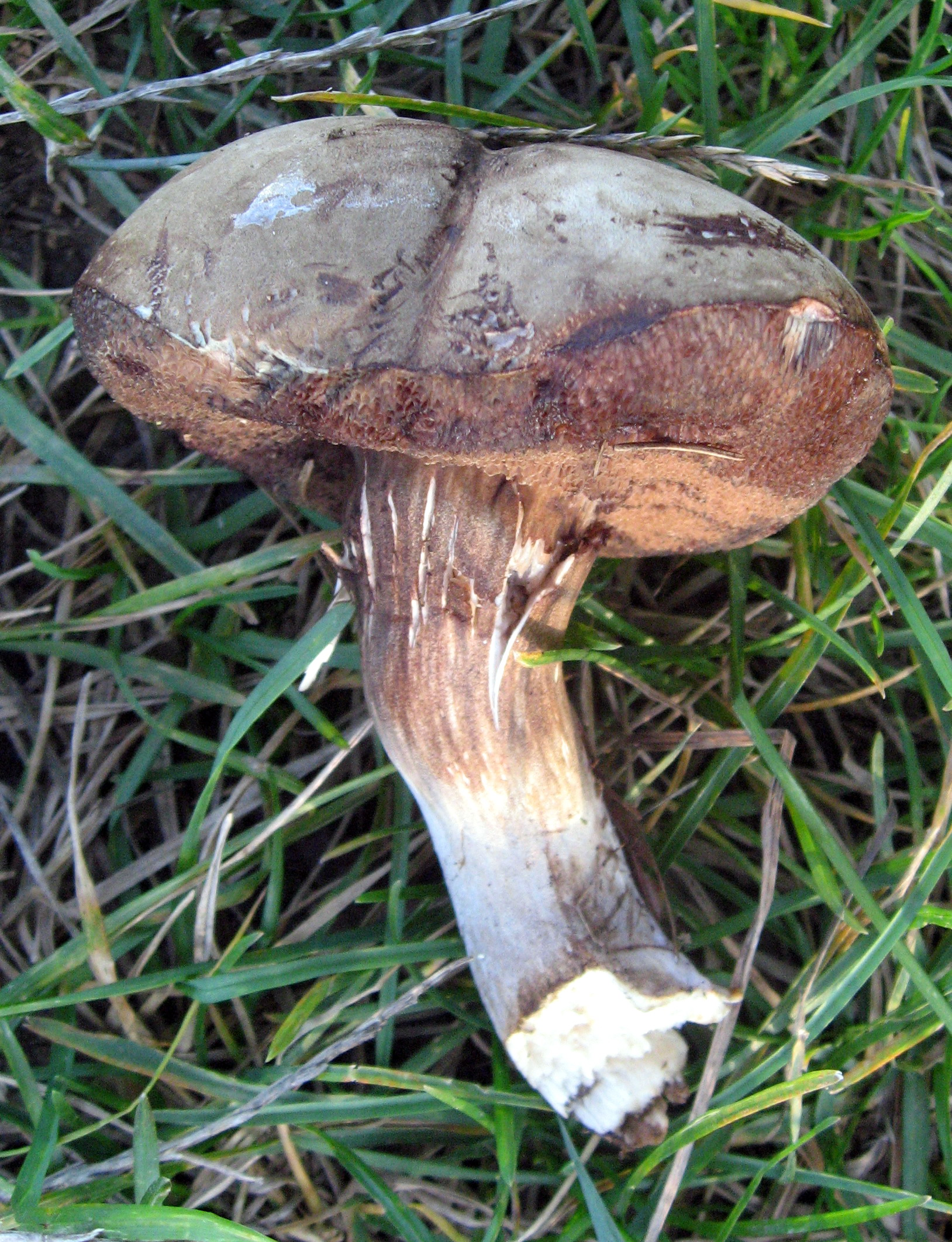
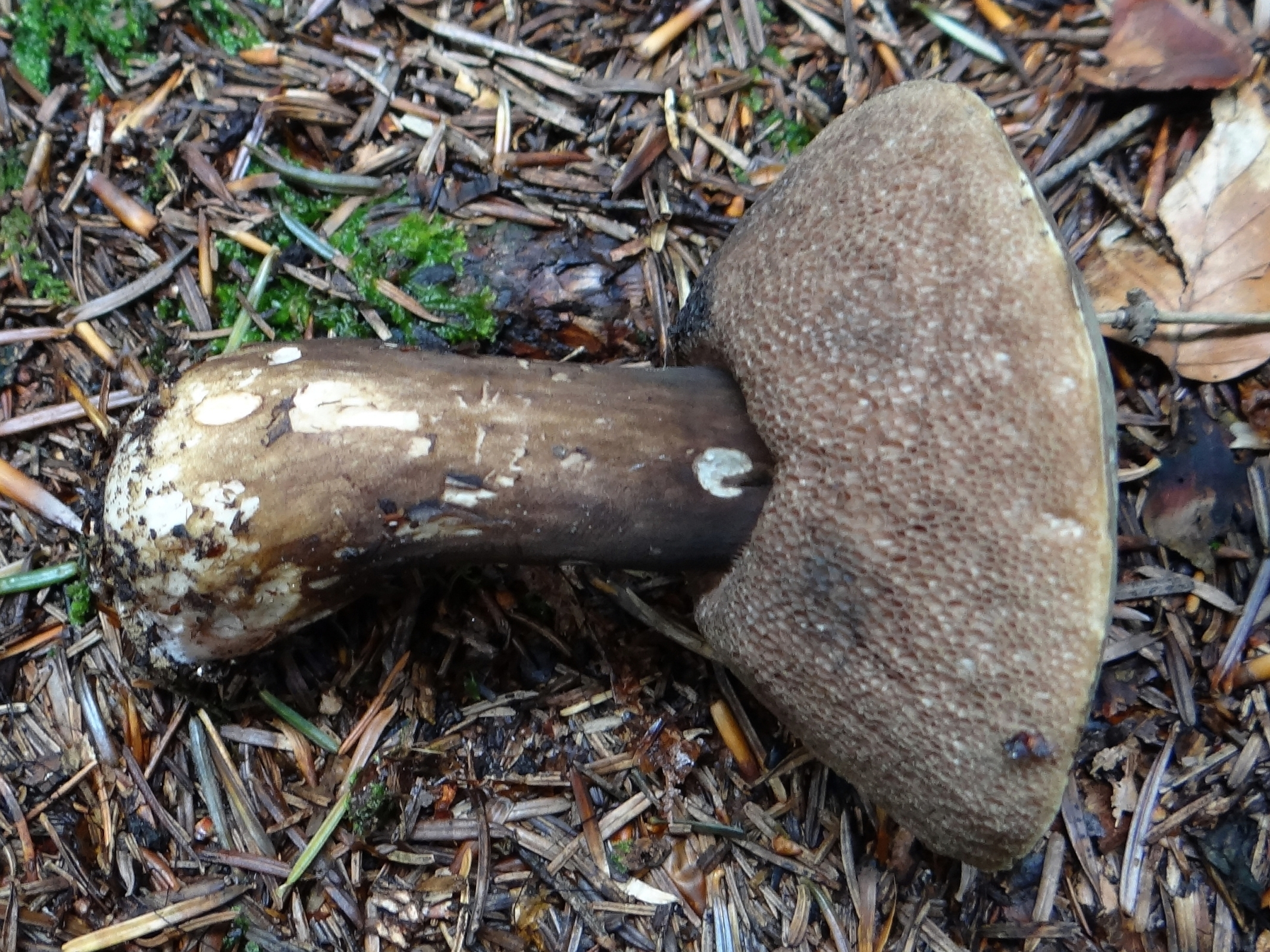
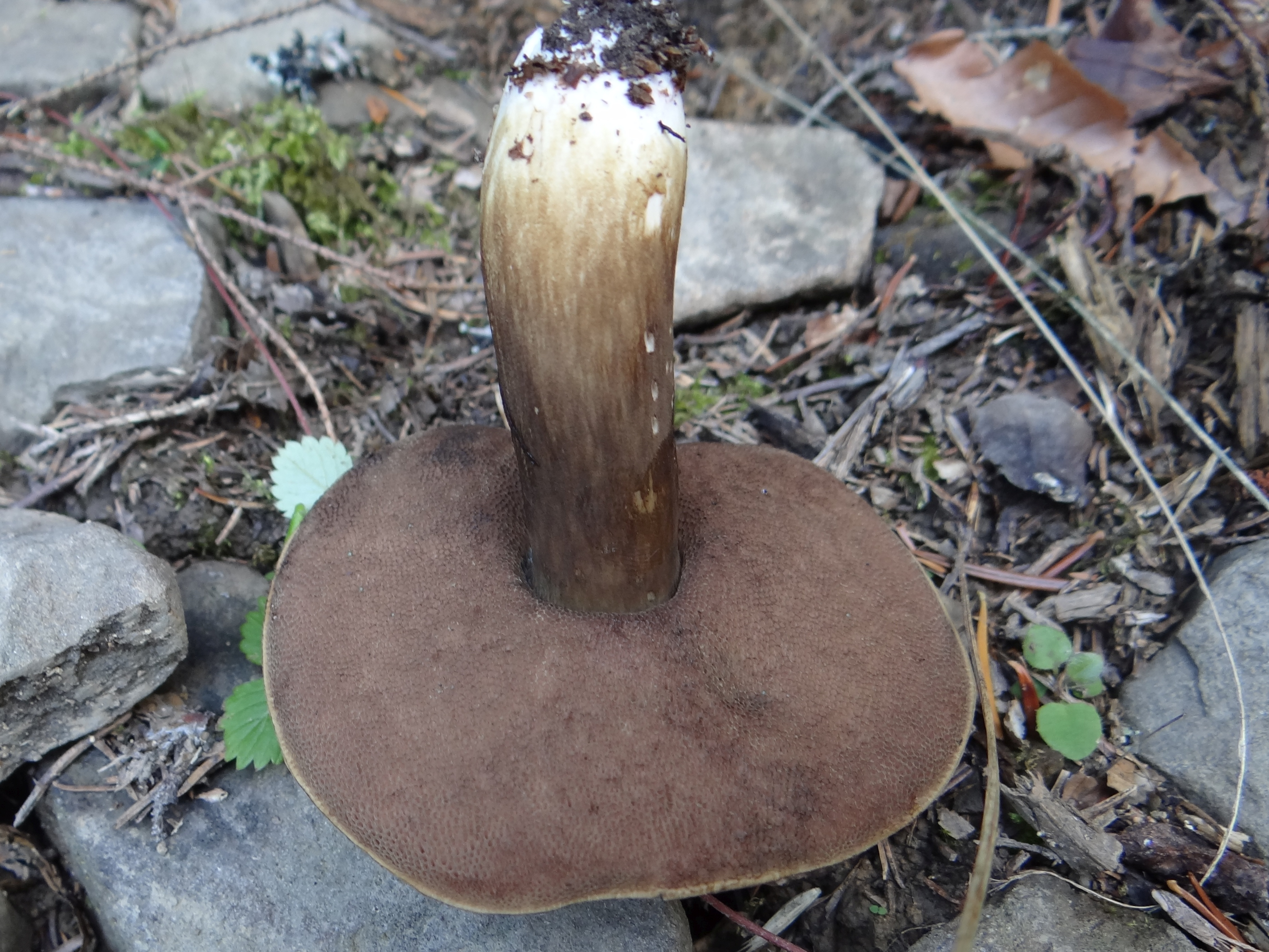
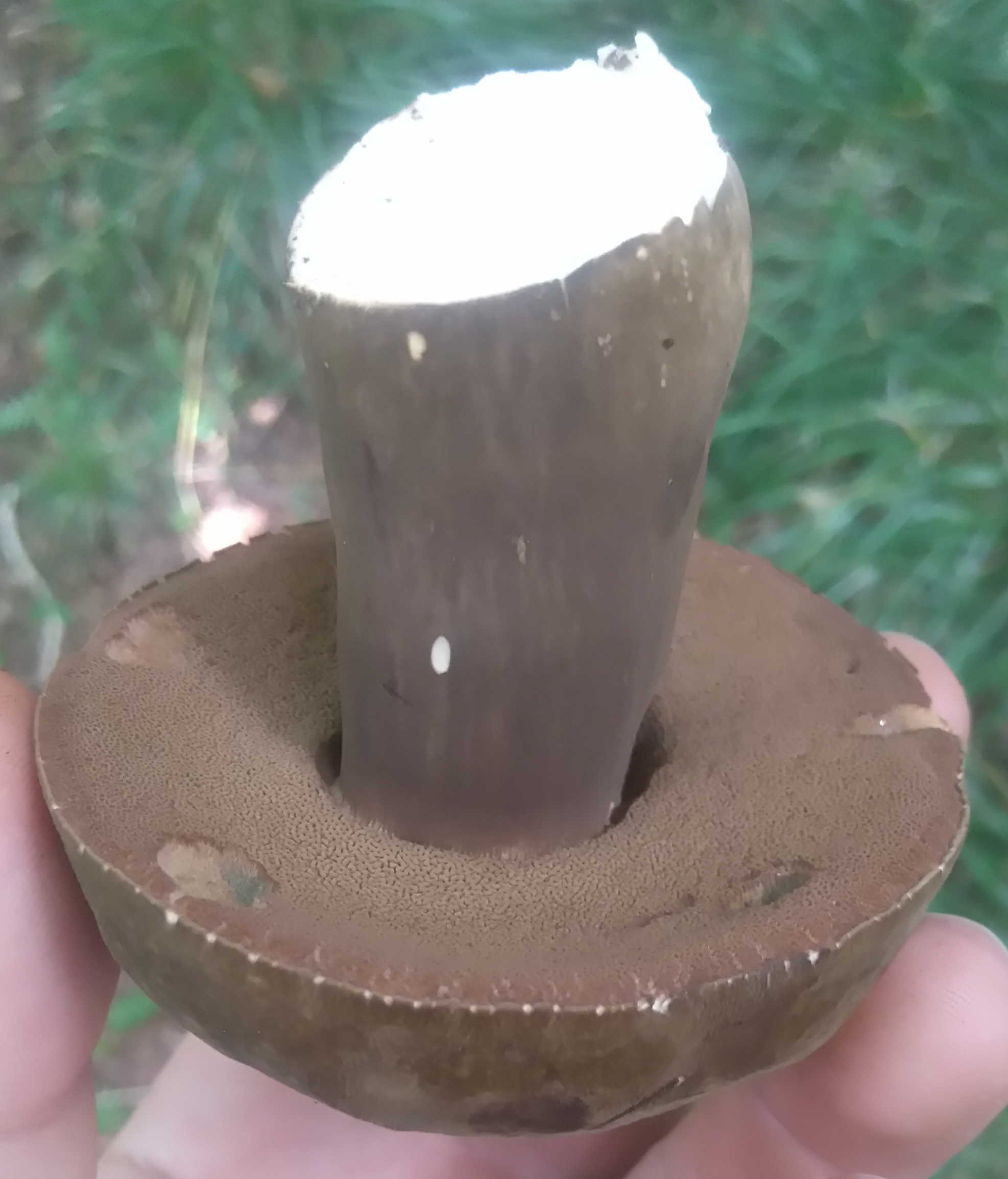
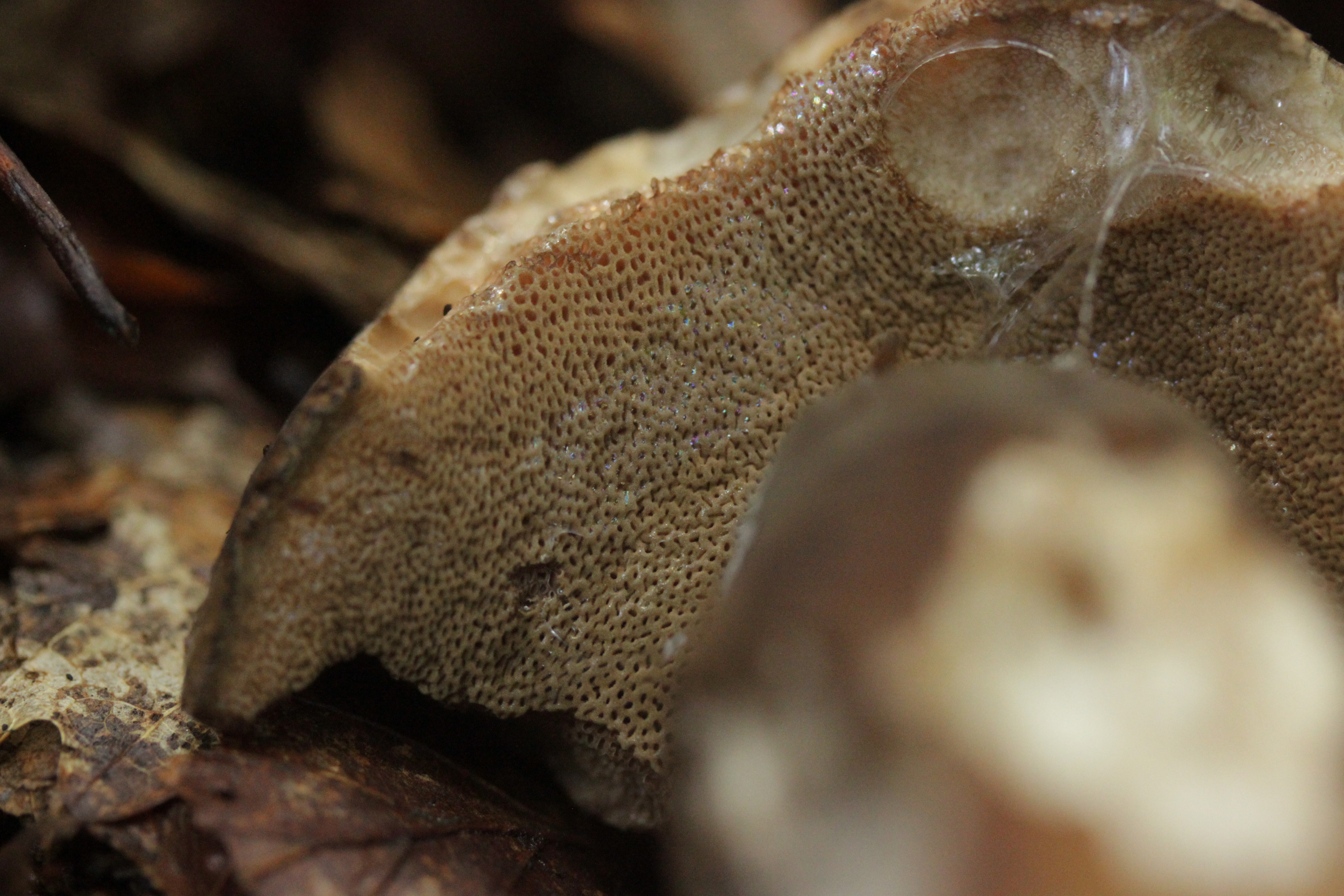
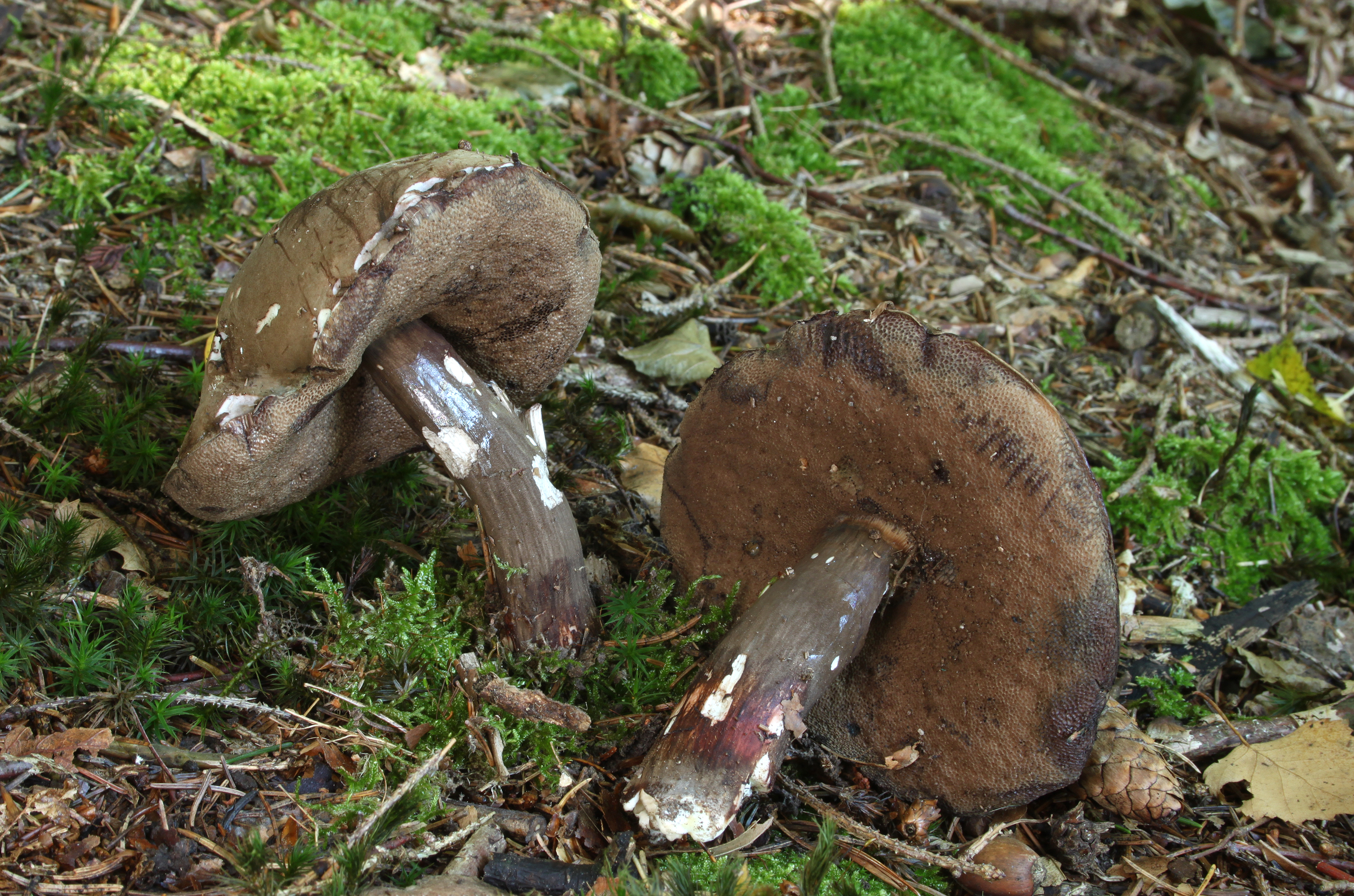
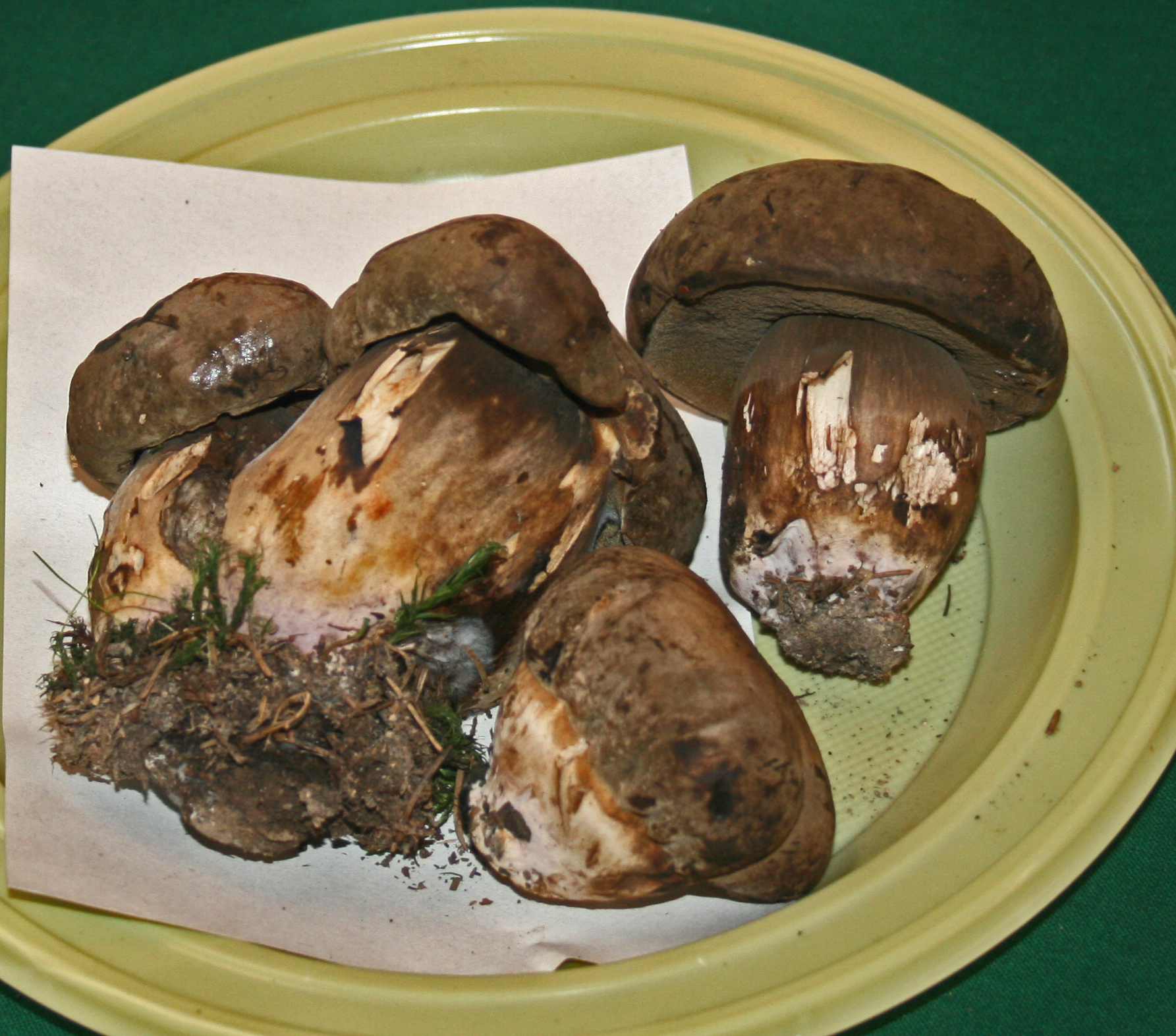
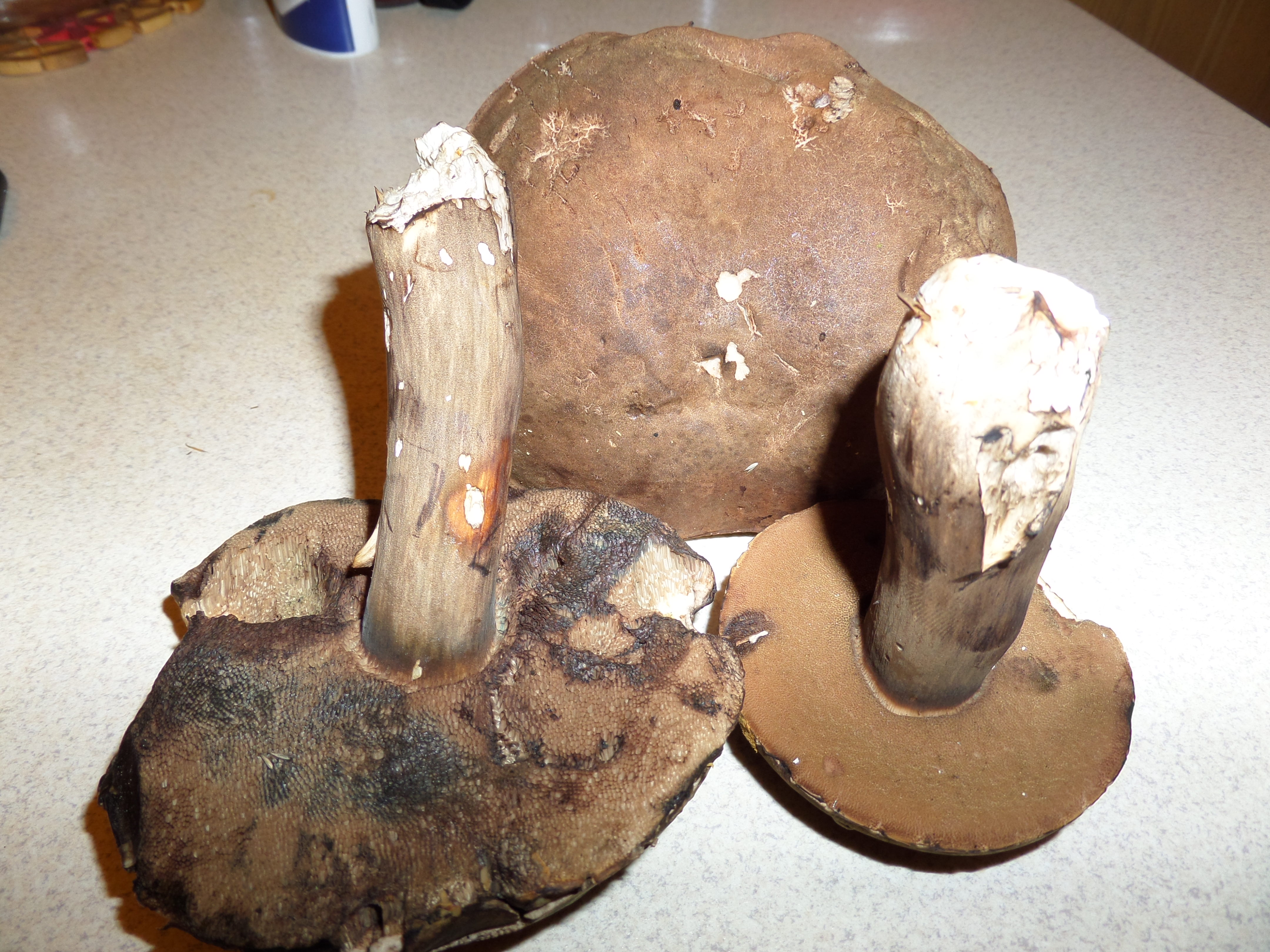

## Habitat et distribution
C'est un champignon ectomycorhizien, Il pousse en été et en automne sous les pins et les chênes, surtout sous conifères, rare sous feuillus, à tendance continentale et montagnarde, surtout sur sol non calcaire.

## Comestibilité
D’un goût acide désagréable, il n’est pas comestible sans être pour autant toxique. Il peut être considéré comme sans interêt alimentaire .

## Confusions possibles
- Le Bolet moucheté (Suillus variegatus) est moins sombre et son chapeau est moucheté. Comestible.